# Сагайдак Олег Ігорович
Оле́г І́горович Сагайда́к (22 липня 1982, с. Сороцьке, Тернопільська область — 24 лютого 2023, Харківська область) — український військовослужбовець, старший солдат 105 ОБрТрО Збройних сил України, учасник російсько-української війни. Почесний громадянин міста Тернополя (2023, посмертно).

## Життєпис
Олег Сагайдак народився 22 липня 1982 року в селі Сороцьке, нині Іванівської громади Тернопільського району Тернопільської области України.
На фронті з початку повномасштабного російського вторгнення в Україні. Стрілець стрілецької роти 105-ї окремої бригади територіальної оборони. Загинув 24 лютого 2023 року в Куп'янському районі на Харківщині.
Похований 27 лютого 2023 року в родинному селі.

## Нагороди
- почесний громадянин міста Тернополя (3 березня 2023, посмертно) — за вагомий особистий вклад у становленні української державності та особисту мужність і героїзм у виявленні у захисті державного суверенітету та територіальної цілісності України[1].